# Elwood Towner
Elwood Alfred Towner (c. 1897 - 6 de octubre de 1954), quien también adoptó el título de Jefe Nube Roja, fue un abogado, defensor tribal y orador antisemita estadounidense.
Towner, un nativo americano de raza mixta hupa, de Portland, Oregón, estuvo activo como orador a finales de la década de 1930, pronunciando discursos en todo el noroeste de Estados Unidos, donde "defendió a Hitler mientras criticaba a los judíos". Se sintió atraído por los ideales de William Dudley Pelley, específicamente el objetivo declarado de Pelley de "liberar" a los nativos americanos de las reservas y reemplazarlos con judíos. También participó activamente dentro de la Federación Indígena Americana y obtuvo apoyo para la entidad a través de organizaciones fascistas como el Bund Alemán Americano y la Legión de Plata de América.

## Primeros años y carrera
Towner nació en la reserva de Siletz a finales de la década de 1890 y asistió a la CHEMAWA Indian School de Salem de pequeño. Sirvió al Cuerpo de Marines de los Estados Unidos durante la Primera Guerra Mundial, se graduó de la Willamette University College of Law en 1926. Defendió los clientes nativos, pidiendo el cierre del escuela CHEMAWA en 1933 como parte de la "emancipación" de los indios, y se opuso a los proyectos de toma del gobierno federal en el río Columbia.